# Ілюхіна Катерина Сергіївна
Катерина Сергіївна Ілюхіна (рос. Екатерина Сергеевна Илюхина, 19 червня 1987) — російська сноубордистка, призерка Олімпійських ігор в гігантському паралельному слаломі.
До сноубордингу Катерина займалася гірськолижним спортом. На етапах Кубка світу зі сноубордингу виступає з 2004 року. На Олімпіаді у Ванкувері пробилася до фіналу в змаганнях із гігантського паралельного слалому, але поступилася і отримала срібну медаль.